# Liste der Fahnenträger der Mannschaften der Republik Kongo bei Olympischen Spielen
Die Liste der Fahnenträger der Mannschaften der Republik Kongo bei Olympischen Spielen listet chronologisch alle Fahnenträger der Mannschaften der Republik Kongo bei den Eröffnungs- (EF) und Abschlussfeiern (AF) Olympischer Spiele auf.

## Liste der Fahnenträger
| Mannschaft             | Veranstaltung | Fahnenträger (EF)     | Fahnenträger (AF)        |
| ---------------------- | ------------- | --------------------- | ------------------------ |
| 1964 in Tokio          | Sommerspiele  |                       |                          |
| 1972 in München        | Sommerspiele  |                       |                          |
| 1980 in Moskau         | Sommerspiele  |                       |                          |
| 1984 in Los Angeles    | Sommerspiele  | (O) Simone Nkabou     |                          |
| 1988 in Seoul          | Sommerspiele  | Jean-Didiace Bémou    |                          |
| 1992 in Barcelona      | Sommerspiele  |                       |                          |
| 1996 in Atlanta        | Sommerspiele  | Léontine Tsiba        |                          |
| 2000 in Sydney         | Sommerspiele  | Marien Michel Ngouabi |                          |
| 2004 in Athen          | Sommerspiele  | Rony Bakale           | Rony Bakale              |
| 2008 in Peking         | Sommerspiele  | Pamela Mouele-Mboussi | Pamela Mouele-Mboussi    |
| 2012 in London         | Sommerspiele  | Lorène Bazolo         | Aminata Aboubakar Yacoub |
| 2016 in Rio de Janeiro | Sommerspiele  | Franck Elemba         | Franck Elemba            |
| 2020 in Tokio          | Sommerspiele  | Natacha Ngoye Akamabi | Gilles Anthony Afoumba   |
| 2024 in Paris          | Sommerspiele  | Natacha Ngoye Akamabi | Natacha Ngoye Akamabi    |
| 2024 in Paris          | Sommerspiele  | Freddy Mayala         | Natacha Ngoye Akamabi    |

Anmerkung: (EF) = Eröffnungsfeier, (AF) = Abschlussfeier, (O) = Offizieller

## Statistik
| Rang    | Sportart       | EF | AF | ∑  |
| ------- | -------------- | -- | -- | -- |
| 1       | Leichtathletik | 7  | 4  | 11 |
| 2       | Schwimmen      | 3  | 2  | 5  |
| 3       | Offizieller    | 1  | 0  | 1  |
| Gesamt: | Gesamt:        | 11 | 6  | 17 |

| Rang                   | Sportart | EF | AF | ∑ |
| ---------------------- | -------- | -- | -- | - |
| bisher keine Teilnahme |          |    |    |   |
| Gesamt:                | Gesamt:  | 0  | 0  | 0 |

| Rang    | Sportart       | EF | AF | ∑  |
| ------- | -------------- | -- | -- | -- |
| 1       | Leichtathletik | 7  | 4  | 11 |
| 2       | Schwimmen      | 3  | 2  | 5  |
| 3       | Offizieller    | 1  | 0  | 1  |
| Gesamt: | Gesamt:        | 11 | 6  | 17 |